# Sorin Cigan
Sorin Cigan (Tusnád, 1964. május 29. –) egykori román válogatott labdarúgó.

## Eredményei
- Újpest: Magyar Kupa 1991-1992
- Ferencváros: Magyar Kupa 1992-1993, 1993-1994

## Mérkőzései a román válogatottban
| #  | Dátum             | Ellenfél    | Eredmény | Kiírás              | Esemény |
| -- | ----------------- | ----------- | -------- | ------------------- | ------- |
| 1. | 1989. március 29. | Olaszország | 1 – 0    | barátságos mérkőzés | 46'     |